# Albumina humana

A albumina sérica humana é uma proteína presente no plasma sanguíneo, desempenhando funções importantes, como o transporte de diversas moléculas — incluindo ácidos graxos, hormônios e vários outros tipo de moléculas — e a regulação da pressão oncótica (coloidosmótica), que é a pressão nos vasos sanguíneos.

## Síntese
A síntese de albumina ocorre no fígado, nos hepatócitos. A produção inicia com a transcrição do DNA em mRNA no núcleo, seguida pela tradução no retículo endoplasmático rugoso, formando um precursor chamado pré-pro-albumina. Este é processado no retículo e no Golgi, transformando-se em albumina madura, que é liberada diretamente no plasma hepático. A regulação envolve RNA ribossômico e fatores como hormônios, nutrição e pressão osmótica. O gene ALB (213 no NCBI) é responsável pela codificação da albumina sérica humana, localizado no cromossomo 4 na posição 4q13.3. A albumina sérica humana (Mr 64.500) é composta por 585 aminoácidos em uma única cadeia, com peso molecular de aproximadamente 69 kDa e uma produção diária entre 10 e 15 g. Sua meia-vida sérica é de cerca de 21 dias.

## Funções
Por ser solúvel no plasma, a albumina transporta uma grande diversidade de moléculas como ácidos graxos, hormônios e bilirrubina. Para isso, possui três domínios, que possuem subdomínios, permitindo o transporte simultâneo de múltiplas moléculas, por exemplo 30 moléculas de ácidos graxos podem se acoplar em apenas uma albumina. O formato da proteína foi descrito como o de um coração por conta da divisão de seus domínios. Ela faz principalmente ligações reversíveis não covalentes ao transportar moléculas, como medicamentos e ácidos graxos. Essas ligações incluem interações hidrofóbicas, ligações de hidrogênio e interações eletrostáticas.
A albumina é responsável por 70-80% da regulação da pressão oncótica, enquanto 20% são de responsabilidade das globulinas, e quase 0% do fibrinogênio.A albumina possui todo esse poder por representar 50% das proteínas do plasma sanguíneo. Juntas, a albumina e as outras proteínas conseguem, por meio da osmose, atrair o líquido que está fora dos vasos para dentro. O diâmetro molecular da albumina é de apenas cerca de 6 nanômetros, enquanto os poros da membrana glomerular têm cerca de 8 nanômetros (80 angstroms [Å]). No entanto, a albumina tem sua filtração restringida devido à sua carga negativa e à repulsão eletrostática exercida pelas cargas negativas dos proteoglicanos da parede capilar glomerular. A filtrabilidade da albumina nos capilares glomerulares é de 0,005, enquanto a da água e da glicose é 1. As fendas intercelulares normalmente têm um espaçamento uniforme, com uma largura de cerca de 6 a 7 nanômetros (60 a 70 angstroms [Å]), que é ligeiramente menor que o diâmetro de uma molécula de albumina. A permeabilidade relativa dos poros capilares do músculo esquelético para a albumina é de 0,01; para efeito comparativo, a da água é 1 e a da glicose, 0,6.

## Aplicações Médicas
O nível sérico normal de albumina em humanos é de 3,5 a 5 g/dL [1, 2]. Por conta disso, e por sua capacidade de permanecer no sistema vascular, ela é usada para mensurar o volume de plasma. A albumina sérica marcada com iodo radioativo (¹²⁵I-albumina) ou com um corante que se liga avidamente às proteínas plasmáticas, como o corante azul de Evans (também denominado T-1824), é normalmente utilizada para esse fim.
A hipoalbuminemia pode resultar de três mecanismos principais: redução na síntese hepática, aumento nas perdas ou diluição por retenção de líquidos. A redução na síntese é comum em condições como insuficiência hepática e inflamações crônicas, onde o fígado não consegue produzir albumina em quantidade suficiente. Já o aumento das perdas ocorre em síndromes como a nefrótica, onde proteínas, incluindo a albumina, são excretadas em excesso na urina, ou em enteropatias perdedoras de proteínas. A diluição, por sua vez, é frequente em estados de hiperidratação, como na cirrose com ascite ou na insuficiência cardíaca congestiva. O tratamento da hipoalbuminemia deve focar na correção da causa subjacente, uma vez que a administração de albumina só é indicada em situações específicas, como choque hipovolêmico ou complicações hepáticas graves. Por outro lado, a hiperalbuminemia, caracterizada por níveis elevados de albumina, é uma condição rara e geralmente secundária à desidratação, onde a concentração plasmática aumenta devido à contração do volume intravascular. No entanto, a hiperalbuminemia não tem relevância clínica significativa, sendo resolvida com a correção do estado de hidratação.

A utilização clínica da albumina pode ser usada em diferentes contextos médicos, como ressuscitação em choque hipovolêmico e séptico, com uso como terapia de segunda linha após cristalóides. É amplamente indicada em doenças hepáticas, como síndrome hepatorrenal, peritonite bacteriana espontânea e após paracentese de grande volume. Também é empregada em queimaduras graves e síndrome de hiperestimulação ovariana para manter a pressão oncótica e reduzir a necessidade de fluidos. Na síndrome da angústia respiratória aguda (ARDS) e edema refratário, a albumina é coadministrada com diuréticos em casos de hipoalbuminemia severa. O uso é baseado em evidências classificadas pelo sistema GRADE, recomendando sua administração em situações específicas para otimizar desfechos clínicos, mas contraindica seu uso isolado em hipoalbuminemia ou como suplemento nutricional.